# Trésor de Środa
 (juin 2017).
Si vous disposez d'ouvrages ou d'articles de référence ou si vous connaissez des sites web de qualité traitant du thème abordé ici, merci de compléter l'article en donnant les références utiles à sa vérifiabilité et en les liant à la section « Notes et références ».

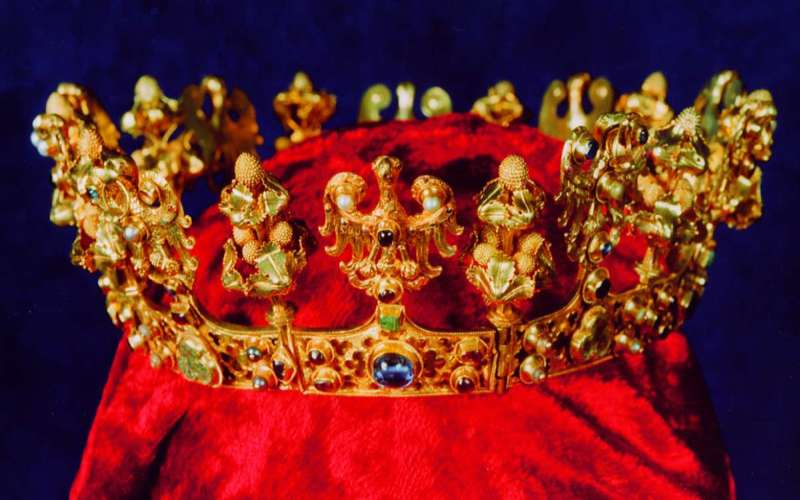
Couronne en or qui appartenait à Blanche de Valois

Le trésor de Środa a été découvert en 1985 à Środa Śląska (ville polonaise de Basse-Silésie).
Il contient :
- une couronne en or ayant appartenu à Blanche de Valois, épouse de Charles IV du Saint-Empire
- une boucle en or, datant du Moyen Âge
- deux broches en or (XIIe siècle)
- deux broches en or (XIIIe siècle)
- un anneau décoré d'une tête de dragon
- un anneau avec un saphir
- un anneau avec une lune et une étoile
- 39 pièces de monnaie en or
- 2924 pièces de monnaie en argent

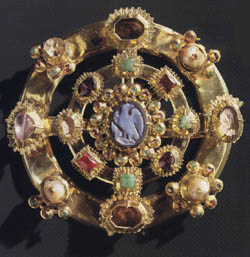
Boucle d'or du Moyen Âge faisant partie du trésor de Środa

Il faut savoir que beaucoup étaient à cette époque enterrer en plein milieu du XIVe siècle.

La fortune du trésor de Środa est estimé à 120 millions de Dollars. Le 8 juin 1985, des ouvriers démolissaient un vieux bâtiment dans la ville polonaise de Sroda Slaska lorsqu'ils trouvèrent un vase. Il contenait plus de 3 000 pièces d'argent datant du XIVe siècle.